# Rudy Baric
Rudolph J. Baric, detto Rudy (Benwood, 24 maggio 1920 – Mannington, 1º aprile 1993), è stato un cestista e allenatore di pallacanestro statunitense.

## Carriera
Da giocatore ha vinto il National Invitation Tournament 1942 con West Virginia University (WVU), venendo inoltre eletto miglior giocatore del torneo. Ha allenato WVU nel 1942-1943, chiudendo con 14 vittorie e 7 sconfitte. Dopo la carriera universitaria si arruolò nello US Army nella 83ª divisione di stanza in Francia nel corso della seconda guerra mondiale.
Una ferita alla gamba in seguito all'esplosione di una granata lo costrinse ad abbandonare la pallacanestro giocata. Al rientro negli Stati Uniti si stabilì a Carneys Point nella Contea di Salem, divenendo allenatore della squadra della Penns Grove High School dal 1947 al 1966, e insegnando contemporaneamente storia presso la scuola.

## Palmarès
- Campione NIT (1942)
- MVP NIT (1942)